# Преследваният
„Преследваният“ (на английски: The Hunted) е американски екшън трилър от 2003 г. на режисьора Уилям Фридкин и във филма участват Томи Лий Джоунс, Бенисио дел Торо и Кони Нилсен.

## Актьорски състав
| Актьор              | Роля                                   |
| ------------------- | -------------------------------------- |
| Томи Лий Джоунс     | Ел Ти Бонхам                           |
| Бенисио дел Торо    | Сержант Арън Халам                     |
| Кони Нилсен         | Специален агент Аби Дърел              |
| Лесли Стефансън     | Ирен Кравиц                            |
| Джон Фин            | Специален агент Тед Ченовет            |
| Хосе Сунига         | Специален агент Боби Морет             |
| Рон Канада          | Специален агент Хари Ван Зандт         |
| Марк Пелегрино      | Дейл Хюит                              |
| Джена Бойд          | Лорета Кравиц                          |
| Арън Браунщайн      | Стоукс                                 |
| Карик О'Куин        | Коулър                                 |
| Лони Чапман         | Зандър                                 |
| Рекс Лин            | Ловецът Пауъл                          |
| Еди Велез           | Ловецът Ричардс                        |
| Александър Маккензи | Шерифа                                 |
| Джони Каш           | Разказвачът (не е посочен в надписите) |